# 宋玉成旧宅
宋玉成旧宅位于中国浙江省江山市廿八都镇后街5号，是一处江山市文物保护单位。
2000年6月21日，宋玉成旧宅公布为第四批江山市文物保护单位。